# Didymella pinodella
Didymella pinodella (L.K. Jones) Q. Chen & L. Cai – gatunek grzybów z klasy Dothideomycetes. Saprotrof i pasożyt. U grochu jest jednym z patogenów wywołujących chorobę o nazwie zgorzelowa plamistość grochu.

## Systematyka i nazewnictwo
Pozycja w klasyfikacji według Index Fungorum: Didymella, Didymellaceae, Pleosporales, Pleosporomycetidae, Dothideomycetes, Pezizomycotina, Ascomycota, Fungi.
Po raz pierwszy zdiagnozował go w 1927 r. L.K. Jones nadając mu nazwę Ascochyta pinodella. Obecną, uznaną przez Index Fungorum nazwę nadali mu Q. Chen & L. Cai w 2015 r.
Synonimy:

- Ascochyta pinodella L.K. Jones 1927
- Ascochyta sojicola Abramov 1931
- Ascochyta sojina Bedlan 2014
- Peyronellaea pinodella (L.K. Jones) Aveskamp, Gruyter & Verkley 2010
- Phoma medicaginis var. pinodella (L.K. Jones) Boerema 1965
- Phoma pinodella (L.K. Jones) Morgan-Jones & K.B. Burch 1987
- Phoma sojicola (Abramov) Kövics, Gruyter & Aa 1999
- Phoma trifolii E.M. Johnson & Valleau 1933

## Morfologia
Grzyb mikroskopijny. Kolonie na pożywce agarowo-owsianej są nieco szorstkie, szaro-brązowe, stopniowo czerniejące. Tworzą obficie niemal kuliste pyknidia o średnicy 200–300 μm. Komórkami konidiotwórczymi są hialinowe, krótkie fialidy powstające z komórek wyścielających wnętrze pyknidiów. Powstają w nich enteroblastycznie głównie bezprzegrodowe, czasami tylko z jedną przegrodą konidia o rozmiarach 4,5–8 (-10) × 2–3 μm. Są zazwyczaj hialinowe, ale w starszych koloniach czasami żółtoczerwone. Mogą tworzyć się także ciemnobrązowe chlamydospory o kształcie kulistym lub nieregularnym i gładkich ścianach. Powstają one pojedynczo, lub w łańcuchach, zarówno na końcu strzępek, jak i w ich środkowej części.
Teleomorfę obserwowano jedynie w laboratorium w hodowli in vitro. Wytwarza ona pseudotecja o wymiarach 140–250 μm. Zawierają one worki o długości 140–290 μm i szerokości 20–30 μm. Powstają w nich askospory o wymiarach 25–35 × 12,5–19 μm.
Plamy na liściach grochu wytwarzane przez Didymella pinodella są wieloboczne, drobne i mają barwę od ciemnobrunatnej do czarnej. Odróżniają się tym od plam tworzonych przez 2 pozostałe patogeny wywołujące zgorzelową plamistość grochu (Didymella pisi i  Didymella pinodes).